# Félix Tshisekedi

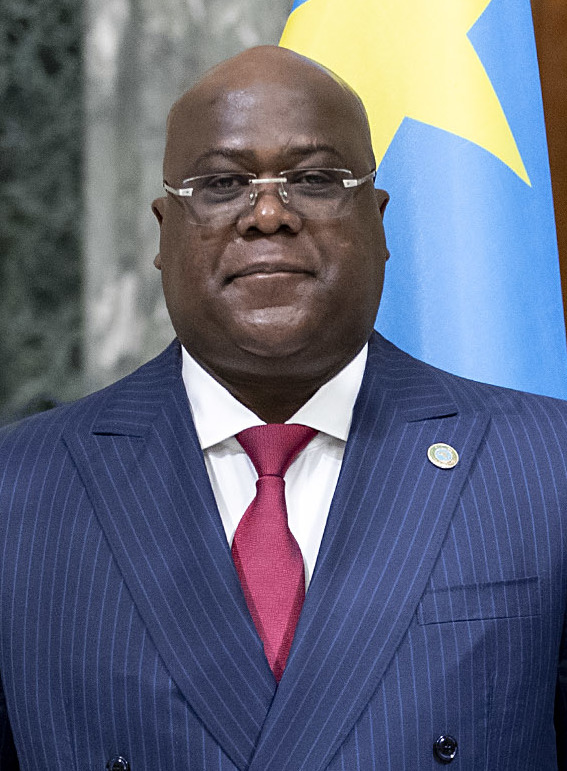
Félix Tshisekedi (2021)

Félix Antoine Tshisekedi Tshilombo (* 13. Juni 1963 in Léopoldville, heute Kinshasa) ist ein Politiker in der Demokratischen Republik Kongo und seit 2019 fünfter Präsident seines Landes. Er folgte in diesem Amt auf Joseph Kabila, der fast 18 Jahre lang an der Spitze des Landes gestanden hatte. Tshisekedi wurde als Kandidat des Bündnisses Cap pour le changement – darunter seine Union pour la Démocratie et le Progrès Social (UDPS) – als Gewinner einer umstrittenen Präsidentschaftswahl 2018 ausgerufen. Bei der Präsidentschaftswahl 2023 gewann Tshisekedi ebenfalls, wobei erneut Unregelmäßigkeiten kritisiert wurden; im Januar 2024 trat er seine zweite Amtszeit an.

## Laufbahn
Félix Tshisekedis Vater war der langjährige Politiker und mehrfache Premierminister Étienne Tshisekedi, der 1982 die UDPS gegründet hatte, seine Mutter ist Marthe Kasulu Tshisekedi. Er wuchs mit vier Geschwistern auf. Als sein Vater unter der Regierung Mobutu in den Hausarrest gezwungen wurde, musste sein Sohn sein Studium abbrechen und zu seinem Vater in die damalige Provinz Kasaï-Occidental ziehen. 1985 durfte Félix Tshisekedi nach Brüssel ausreisen, wo er in unterschiedlichen Jobs arbeitete. Nach seinen Angaben machte er 1991 am Brüsseler Institut des Carrières Commerciales (ICC) einen Abschluss in „Marketing und Kommunikation“, für den es aber keinen Beleg gibt. Das vermutlich gefälschte Zeugnis, das auch als ungültig bezeichnet wird, soll er zur Präsidentschaftskandidatur 2018 eingereicht haben, was von der UDPS jedoch bestritten wurde. 2008 wählte ihn die UDPS zum nationalen Sekretär für ausländische Beziehungen. Bei der Parlamentswahl 2011 gewann er im Wahlkreis Mbuji-Mayi einen Sitz in der Nationalversammlung, nahm ihn aber nicht an, da die UDPS das nationale Wahlergebnis als gefälscht ansah. 2016 wurde Tshisekedi stellvertretender Generalsekretär der UDPS. Nach dem Tod seines Vaters im Jahr 2017 wurde er im März 2018 zum neuen Parteivorsitzenden, zum Vorsitzenden des Oppositionsbündnisses Rassemblement und später zum Präsidentschaftskandidaten der UDPS gewählt.
Tshisekedi wurde als Kandidat des Bündnisses Cap pour le changement – darunter seine Union pour la Démocratie et le Progrès Social (UDPS) – als Gewinner der Präsidentschaftswahl im Dezember 2018 ausgerufen; im November 2018  mehrere Oppositionspolitiker, darunter Tshisekedi, Martin Fayulu und Vital Kamerhe, in Genf beschlossen, dass Fayulu als ihr gemeinsamer Kandidat gegen den Kandidaten des bisherigen Machthabers, Emmanuel Ramazani Shadary, antreten solle. Am Folgetag widerriefen Tshisekedi und Kamerhe die Vereinbarung, da sie Fayulu zu wenig politische Erfahrung attestierten. Die beiden beschlossen, dass Tshisekedi kandidieren und Kamerhe seinen Wahlkampf leiten sollte, um dann nach einem Wahlsieg Premierminister zu werden. Im Gegenzug soll Tshisekedi bei den Wahlen im Jahr 2023 den Kandidaten von Kamerhes Partei als Präsidentschaftskandidaten unterstützen. Tshisekedi gewann laut Wahlkommission die Wahl mit über 7 der gut 18 Millionen abgegebenen Stimmen (38,6 %) mit knappem Vorsprung vor dem zweitplatzierten Martin Fayulu. Nach Angaben von Wahlbeobachtern und geleakter Zahlen der Wahlkommission erhielt Tshisekedi jedoch nur knapp 20 % der Stimmen. Nach seiner Wahl bezeichnete er Kabila „nicht mehr als Gegner, sondern als Partner im demokratischen Wandel in unserem Land“.
Zahlreiche politische Beobachter hielten das Wahlergebnis für grob gefälscht und sahen Martin Fayulu als Wahlsieger. Auch Politiker und Organisationen, darunter die Afrikanische Union, zweifelten das Ergebnis der Wahl an und verlangten eine Neuauszählung. Fayulu erhob gegen das Ergebnis Klage, am 20. Januar 2019 wies das Verfassungsgericht diese jedoch als unbegründet ab. Tshisekedis Amtseinführung war für den 22. Januar vorgesehen und fand am 24. Januar statt. Er versprach, binnen zehn Jahren 86 Milliarden US-Dollar für den Kampf gegen Arbeitslosigkeit, Armut und zur Anhebung des Durchschnittseinkommens auszugeben.
Nach 30 Tagen im Amt kündigte Tshisekedi in einem „Notprogramm“ an, alle politischen Gefangenen zu begnadigen und umfangreiche Mittel für den Straßenbau freizugeben. Am 20. Mai ernannte er schließlich den Kabila-Vertrauten Sylvestre Ilunga zum Premierminister. Erst Ende August 2019 konnte Tshisekedi ein Kabinett bilden. Im April 2020 wurde sein ehemaliger Verbündeter Kamerhe jedoch unter dem Vorwurf der Veruntreuung inhaftiert und im Juni zu 20 Jahren Gefängnis verurteilt.
Zwischen Wahltag und Verkündung der Ergebnisse gab es mehrere Treffen von Beratern Tshisekedis und des scheidenden Präsidenten Joseph Kabila. Im Februar 2019 gab Tshisekedi auf einem Staatsbesuch in Namibia zu, dass es einen Vertrag mit Kabila gebe. Am 6. Februar 2021 übernahm Tshisekedi für ein Jahr das Amt des Vorsitzenden der Afrikanischen Union.
Bei der Präsidentenwahl 2023 gewann er laut der Wahlkommission mit 13,2 Millionen Stimmen (73,3 %) klar. Von 44 Millionen Wahlberechtigten nahmen 18 Millionen an der Wahl teil. Seine Gegenkandidaten Moise Katumbi (18 %) und Martin Fuyulu (5 %) unterlagen ihm deutlich. Der Friedensnobelpreisträger Denis Mukwege erhielt weniger als ein Prozent der Stimmen. Katumbi und acht weitere Kandidaten kritisierten bei einem gemeinsamen Auftritt Unregelmäßigkeiten bei der Wahl und forderten Neuwahlen mit einer „unabhängigen Wahlkommission“. Sie erklärten, das Ergebnis der Wahlkommission nicht anerkennen zu wollen. Die katholische Bischofskonferenz des Kongo nannte Wahlablauf und Wahlergebnis eine „Katastrophe“: Es habe „Fälschung, Korruption in großem Maßstab, Zerstörung von Wahlmaterialien, Aufstachelung zur Gewalt, illegale Inbesitznahme von Wahlmaschinen“ gegeben. Durch Mehrfacheinrichtung von Wahlbüros seien über 2,4 Millionen fiktive Wähler geschaffen worden – bei rund 15 Millionen gezählten Stimmen. Die Wahlkommission CENI wies die Kritik zurück: Schuld an den Unregelmäßigkeiten sei nicht sie, sondern Politiker, die nun zur Rechenschaft gezogen würden. Wieso die Wahlergebnisse trotz der damit eingeräumten Unregelmäßigkeit stimmen sollen, gab sie nicht an. Am 20. Januar 2024 wurde Tshisekedi für seine zweite Amtszeit vereidigt.

## Privat
Tshisekedi ist mit Denise Nyakeru Tshilombo verheiratet und hat fünf Kinder.